# 렉스 잉그럼

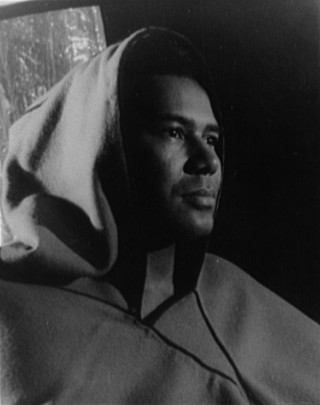

렉스 잉그럼(Rex Ingram, 1895년 10월 20일 ~ 1969년 9월 19일)은 미국의 배우이다.
케어로에서 태어났으며 할리우드에서 사망하였다. 사인은 심근 경색이다. 포리스트 론 메모리얼 파크에 매장되었다.

## 영화
- 귀향 (1967년)
- 엘머 갠트리 (1960년)
- 솔로몬의 황금 (1959년)
- 가즈 리틀 에이커 (1958년) - 엉클 펠릭스 역
- 문라이징 (1948년)
- 천일야화(영어판) (1945년)
- 하늘의 오두막 (1943년)
- 사하라 전차대 (1943년)
- 사랑의 별장 (1942년) - 틸니 역
- 바그다드의 도둑 (1940년) - 제니 역
- 허클베리 핀의 모험 (1939년)
- 벤허 (1925년)
- 탐욕 (1925년)
- 십계 (1923년)
- 네 기수의 묵시록 (1921년)
- 타잔 - 엘모 린콘 편 1 (1918년)